# Бородіна Валентина Олексіївна
Валенти́на Олексі́ївна Бородіна́ (нар. 20 квітня 1961, тепер Російська Федерація) — українська радянська діячка, штукатур шахтобудівного управління № 2 тресту «Краснодоншахтобуд» Луганської області. Депутат Верховної Ради УРСР 11-го скликання.

## Життєпис
Освіта середня. Член ВЛКСМ.
З 1979 року — штукатур шахтобудівного управління № 2 тресту «Краснодоншахтобуд» Ворошиловградської (Луганської) області.
Проживала в місті Краснодоні Луганської області.

## Нагороди
- ордени
- медалі